# 텔레비전 스튜디오

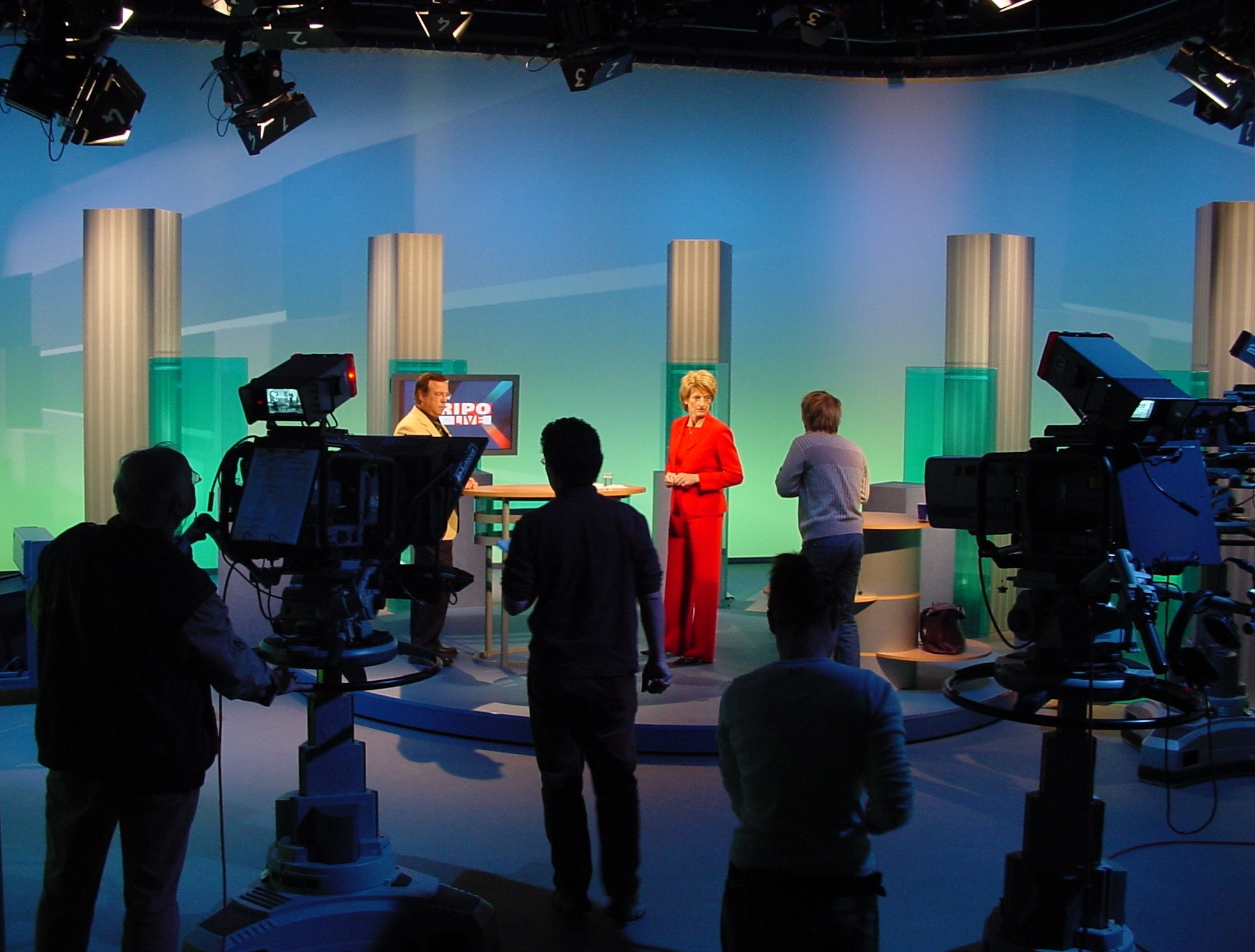
중부독일방송(MDR)의 스튜디오 1에서 Kripo Live를 제작하는 모습. (2005년)

텔레비전 스튜디오(영어: television studio)는 텔레비전 제작을 위해 촬영이 가능하도록 설계된 스튜디오이다.

## 같이 보기
- 방송공학
- 중계방송